# ア・ディファレント・カインド・オブ・トゥルース
『ア・ディファレント・カインド・オブ・トゥルース』（A Different Kind Of Truth）は、ヴァン・ヘイレンが発表した12作目のスタジオ・アルバム。

## 解説
バンドとしては『ヴァン・ヘイレンIII』から14年ぶりのアルバムで、2007年にバンドへ復帰し『1984』以来となるアルバム制作に参加するデイヴィッド・リー・ロスとっては、28年ぶりのヴァン・ヘイレンでのアルバムとなる。ベーシストはマイケル・アンソニーに代わりエドワード・ヴァン・ヘイレンの長男のウルフギャング・ヴァン・ヘイレンが参加している。
本作からバンドは長年契約していたワーナー・ブラザース・レコードからインタースコープ・レコードへ移籍したため、日本での発売元は親会社のユニバーサル・ミュージックとなっている。
エドワード・ヴァン・ヘイレンが2020年10月に死去したため、同年11月のバンド解散前最後のスタジオ・アルバムとなった。

## 概要
バンドがアルバムを制作していることは以前から噂されていたが、2011年の11月にインタースコープ・レコードに移籍、アルバム契約を交わしたと報道されるとともに、ヴァン・ヘイレンの公式サイトで2012年のツアー・チケットの発売を発表した後日にアルバムの発売が正式に発表された。
2012年1月10日にはアルバムからの先行シングル「タトゥー」が発売された。本国アメリカのBillboard Hot 100では67位を記録し、日本のBillboard Japan Hot 100では最高順位14位の健闘を見せた。

## 収録曲
全曲バンドとデイヴィッド・リー・ロスの共作。デラックス版にはDVDも付属されている。
| #         | タイトル                                                        | 作詞  | 作曲・編曲 | 時間 |
| --------- | --------------------------------------------------------------- | ----- | ---------- | ---- |
| 1.        | 「タトゥー - "Tattoo"」                                         |       |            | 4:44 |
| 2.        | 「シーズ・ザ・ウーマン - "She's the Woman"」                    |       |            | 2:56 |
| 3.        | 「ユー・アンド・ユア・ブルース - "You and Your Blues"」         |       |            | 3:43 |
| 4.        | 「チャイナ・タウン - "China Town"」                             |       |            | 3:14 |
| 5.        | 「ブラッド・アンド・ファイア - "Blood and Fire"」               |       |            | 4:26 |
| 6.        | 「ブレットヘッド - "Bullenthead"」                              |       |            | 2:30 |
| 7.        | 「アズ・イズ - "As Is"」                                        |       |            | 4:47 |
| 8.        | 「ハニーベイビースウィーティードール - "Honeybabysweetiedoll"」 |       |            | 3:46 |
| 9.        | 「ザ・トラブル・ウィズ・ネヴァー - "The Trouble with Never"」   |       |            | 3:59 |
| 10.       | 「アウタ・スペース - "Outta Space"」                            |       |            | 2:53 |
| 11.       | 「ステイ・フロスティ - "Stay Frosty"」                          |       |            | 4:07 |
| 12.       | 「ビッグ・リヴァー - "Big River"」                              |       |            | 3:50 |
| 13.       | 「ビーツ・ワーキン - "Beats Workin'"」                          |       |            | 5:02 |
| 合計時間: | 合計時間:                                                       | 49:58 |            |      |

| #         | タイトル                                                                   | 作詞  | 作曲・編曲 | 時間 |
| --------- | -------------------------------------------------------------------------- | ----- | ---------- | ---- |
| 1.        | 「パナマ - "Panama"」                                                      |       |            | 5:33 |
| 2.        | 「ユー・アンド・ユア・ブルース (イントロ) - "You and Your Blues (intro)"」 |       |            | 3:20 |
| 3.        | 「ユー・アンド・ユア・ブルース - "You and Your Blues"」                    |       |            | 3:32 |
| 4.        | 「ビューティフル・ガールズ - "Beautiful Girls"」                           |       |            | 3:41 |
| 合計時間: | 合計時間:                                                                  | 16:11 |            |      |

## 参加アーティスト
- デイヴィッド・リー・ロス - リード・ボーカル、シンセサイザー(#1)、アコースティックギター(#11)
- エドワード・ヴァン・ヘイレン - ギター、バッキング・ボーカル
- アレックス・ヴァン・ヘイレン - ドラム
- ウルフギャング・ヴァン・ヘイレン - ベースギター、バッキング・ボーカル

## ツアー
ツアーは名称を「ア・ディファレント・カインド・オブ・トゥルース・ツアー (A Different Kind of Truth Tour)」とし、2012年1月から2013年7月にかけてアメリカ、オーストラリア、カナダ、日本で行われた。バンドのスケジュール過密により北米ツアー31公演を延期したことを始め、エディが大腸憩室炎を患い日本公演が延期するなどのアクシデントがあったものの、無事回復し日本公演も行われた。なお日本公演の中で行われた東京ドーム公演では録音が行われ、2015年にアルバム『ライヴ・イン・ジャパン』として発表されている。